# Hoen
Hoen là một họ có nguồn gốc từ tiếng Hà Lan hoặc tiếng Na Uy. Một dạng biến thể trong tiếng Hà Lan là "'t Hoen" ("con gà mái"). Những nhân vật mang họ này bao gồm:
- August Hoen (1817–1886), thợ in thạch bản Mỹ
- Borger Kristoffersson Hoen (1799–1877), chính khách Na Uy
- Christopher Borgersen Hoen (1767–1845), nông dân và chính khách Na Uy
- Cornelis Hoen (k.1440–1524), nhà thần học Hà Lan
- Guno Hoen (1922–2010), cầu thủ bóng đá, bình luận viên và nhà văn Suriname
- Herman Hoen (1340–1404)
- Nicolaes Hoen (mất 1371), người sáng lập Limburgian của gia đình Van Hoensbroeck
- Paul Hoen (sinh năm 1961), đạo diễn và nhà sản xuất Mỹ
- Ragnar Hoen (1940-2019), kỳ thủ cờ vua Na Uy
- Steinar Hoen (sinh năm 1971), vận động viên nhảy cao Na Uy

't Hoen
- Ellen 't Hoen (sinh năm 1960), nhà nghiên cứu y tế và nhân đạo Hà Lan
- Evert-Jan 't Hoen (sinh năm 1975), cầu thủ bóng chày Hà Lan
- Pieter 't Hoen (1744–1828), nhà báo Dutch Patriot

Van Hoen
- Mark Van Hoen (sinh năm 1966), nhạc sĩ Anh